# Ergatividad escindida
La ergatividad escindida es una propiedad del sistema de marcaje de caso gramatical que presentan algunas lenguas, consistente en que en ciertos contextos los participantes de un verbo transitivo se marcan o tratan sintácticamente como en las lenguas ergativas y otros contextos se marcan o tratan como en las lenguas acusativas. De hecho muchas de las llamadas lenguas ergativas presentan frecuentemente ergatividad escindida.

## Descripción y ejemplos
El alineamiento morfosintáctico es uno de los parámetros tipológicos más importantes de una lengua, ya que casi todas las demás áreas de la gramática se ven afectadas por el tipo de alineamiento. Generalmente se acepta que existen tres tipos de alineamientos básicos en las lenguas del mundo:
- Nominativo-acusativo
- Ergativo-absolutivo.
- Activo-inactivo

Este alineamiento puede expresarse mediante procedimientos varios como adposiciones o partículas, afijos verbales, orden de los constituyentes, entonación o una combinación de esos procedimientos.

### Ejemplos
Un ejemplo de ergatividad escindida condicionada por el tiempo/aspecto se encuentra en hindi-urdu, que tiene un caso ergativo para sujetos en los tiempos de pretérito y perfecto para verbos transitivos en voz activa, mientras que en el resto de los tiempos y aspectos los sujetos se marcan con el caso nominativo. Algunos ejemplos de oraciones que ilustran este fenómeno son:
लड़का किताब ख़रीदता है
laṛka kitāb xarīdtā hai
chico.NOMINATIVO libro.NOMINATIV0 comprar.HABITUAL ser.PRESENTE ¹
"El chico compra un libro."
लड़के-ने किताब ख़रीदी
laṛke-ne kitāb xarīdī
chico.ERGATIVO libro.NOMINATIVO comprar.PRETÉRITO ¹
"El chico compró un libro."
(¹) El análisis morfo a morfo ha sido simplificado para mostrar solo las características relevantes para ilustrar la ergatividad escindida.

### Factores condicionantes
Los fenómenos de ergatividad escindida están condicionados generalmente por uno de estos factores:
1. La presencia de un participante discursivo o local (una primera o segunda persona). Esto sucede, por ejemplo, en dyirbal, una lengua australiana de la familia pama-nyuŋ, que se comporta morfosintácticamente como lengua ergativa, excepto cuando aparece una primera o segunda persona, y entonces se usa un sistema de marcaje nominativo-ergativo.
2. El uso de un tiempo o aspecto especial del verbo. Este fenómeno se ha detectado, por ejemplo, dentro de las lenguas indo-iranias, donde el marcaje de caso varía según el verbo tenga la forma de aspecto perfecto o aspecto imperfecto.
3. El tipo de marcaje involucrado. Algunas lenguas austronesias de Nueva Guinea, como el sinaugoro, muestran un tratamiento ergativo-absolutivo con respecto al caso gramatical, pero muestran un tratamiento típico de las lenguas nominativo-acusativas por lo que respecta a la concordancia gramatical.
4. El grado de animación relativo del participante A y O. En lenguas como el dakhota de la familia sioux-catawba, el único participante de verbos de movimiento como "correr" se marca como los agentes de los verbos transitivos (patrón nominativo-acusativo). Sin embargo, los participantes de verbos estativos como "esperar" se marcan como los pacientes de los verbos transitivos (patrón ergativo-absolutivo).

## Optimidad de la ergatividad escindida
Recientemente Gerhard Jäger ha aplicado las ideas de la teoría evolutiva de juegos a la lingüística. Así, ha probado que, si se entiende la producción y comprensión de oraciones con verbos transitivos como un juego cooperativo en el que tanto el hablante como el oyente tratan de maximizar el entendimiento mutuo, entonces una estrategia óptima en lenguas con orden básico muy libre es un sistema de ergatividad escindida.
Además de optimizar el juego, los cálculos de Jäger sobre un corpus sugieren que, en un sistema de ergatividad escindida, el número de morfemas por oración necesarios para distinguir el participante A (agente) del participante O (objeto) puede ser de algo menos de 0.30, mientras que una lengua ergativa pura o una lengua acusativa pura requieren 1.00.